# Associació d'Amistat amb Corea
L'Associació d'Amistat amb Corea (KFA) va ser fundada el novembre de l'any 2000 amb el propòsit de crear lligams internacionals amb la República Popular Democràtica de Corea. Actualment té membres a més de 120 països i el seu president és el català-nord-coreà Alejandro Cao de Benós, l'únic estranger present en el govern de Pyongyang. La KFA té el reconeixement absolut del govern de Corea del Nord i és la major organització dels seus partidaris a l'estranger.

## Principals objectius
Els principals objectius de l'entitat són:
- Mostrar la realitat de Corea del Nord en el món.
- Defensar la independència i la construcció del socialisme a Corea.
- Difondre la cultura i història del poble coreà.
- Treballar per la unificació pacífica de Corea.

L'Associació d'Amistat amb Corea (KFA) té reconeixement oficial per part de Pyongyang, i té contactes amb totes les autoritats de la República Popular Democràtica de Corea. Aquesta situació els permet fer les següents activitats:
- Exposicions públiques de la RPDC (fotos, llibres, música...)
- Conferències i reunions sobre la història coreana, societat i altres aspectes
- Intercanvis culturals amb diferents països.
- Enllaços de contacte amb associacions, companyies i individuals interessats a Corea del Nord.